# 霍見芳浩
霍見 芳浩（つるみ よしひろ、1935年 - ）は日本の経済学者。ニューヨーク市立大学大学院センタービジネス学部名誉教授。

## 来歴
熊本県出身。熊本県立熊本高等学校、慶應義塾大学経済学部卒業後、ハーバード大学で経営博士号を取得。その後、慶應義塾大学、ハーバード大学経営大学院、カリフォルニア大学ロサンゼルス校（UCLA）経営大学院、コロンビア大学経営大学院で教鞭を取り、ニューヨーク市立大学大学院センターのビジネス学部教授を務めた。

## 研究内容・政治的姿勢
- 日米経済交渉の分析などを通じて、米国の傲慢な姿勢とそれに追随するばかりの日本の為政者を厳しく批判してきた。特にやり玉に上がったのが小沢一郎で、日米通信交渉で日本の通信市場を米国に売り渡した『国賊』であると糾弾している[1]。
- ハーバード大学院の学生であったジョージ・W・ブッシュの大統領就任が決まった直後のマスコミの取材で、当時のブッシュの印象を聞かれて｢普通、授業を教えた生徒の事はいちいち覚えていないものだが、彼は非常に出来の悪い生徒だったのでよく覚えている｣「もう箸にも棒にもかからない」「典型的な金持ちのお坊ちゃま。怠惰で授業態度も悪く、大統領はおろかどんな組織のリーダーも務まる人物ではないと思った」と答えている[2]。
- 小泉純一郎首相が強力に推し進めた自衛隊のイラク派遣を、日本のニュースバラエティ番組の「筑紫哲也NEWS23」に出演した際に激しく批判した。

## 著書

### 単著
- The Japanese are Coming: A Multinational Interaction of Firms and Politics, (Ballinger Pub. Co., 1976).
- Multinational Management: Business Strategy and Government Policy, (Ballinger Pub. Co., 1977).
- Technology Transfer and Foreign Trade: the Case of Japan, 1950-1966, (Arno Press, 1980).
- 『怒れるアメリカ――日本の企業戦略再点検』（東洋経済新報社, 1983年）
- 『脱日本のすすめ――米・韓連合を破る戦略』（光文社, 1987年）
- 『霍見芳浩の日本再活論――対米交渉の妙手』（講談社, 1987年）
- 『日米摩擦――対日制裁下の企業戦略』（講談社［講談社文庫］, 1988年）
- 『地球時代を世界と生きる――ニューヨークから愛する日本へ』（ほんの木, 1989年）
- 『バカな円vs.不安なドル――狙われる日本の弱点』（プレジデント社, 1989年）
- 『通念破壊――日本とアメリカにつけたい薬』（読売新聞社, 1996年）
- 『アメリカのゆくえ、日本のゆくえ――司馬遼太郎との対話から』（日本放送出版協会, 2002年）

### 訳書
- パディ・ツルミ『日本人へのアドバイス――外国人に接するコツ そこが知りたい外国旅行』（評論社, 1964年）
- レイモンド・バーノン『多国籍企業の新展開――追いつめられる国家主権』（ダイヤモンド社, 1973年）

## 出演

### ドキュメンタリー
- 司馬遼太郎「アメリカ素描」を行く[3]（NHK、2003年1月4日、案内役）